# Hugo Trova
Alberto Hugo Sole Guidobono, más conocido por su nombre artístico Hugo Trova (9 de octubre de 1955, Montevideo), es un cantautor uruguayo.

## Biografía
Fue un destacado integrante del movimiento del Canto Popular Uruguayo a partir de mediados de la década del 70. Se radica en Argentina durante la dictadura cívico militar en Uruguay y regresa al Uruguay en 1978 donde participa del movimiento del "Canto Popular Uruguayo". En el año 1980 participa del ciclo de recitales llamados "La Tocata", que fueron registrados en un álbum colectivo en donde también aparecieron canciones de Gastón Ciarlo "Dino" y Pareceres. Al año siguiente editó su primer disco solista, llamado "Milonga descalza".
Por esa época actúa en escenarios de distintos puntos del país y de Argentina y Brasil y brinda recitales junto a León Gieco, Tania Libertad, Daniel Viglietti y Alfredo Zitarrosa entre otros. En 1982 organiza junto a Dino un ciclo de espectáculos llamados "TROVADINIANDO".
En el año 1983 edita su segundo álbum solista "Cuando suenen las guitarras" que fue lanzado en formato casete y vinilo. No obstante, debido a la proscripción de Trova por parte del régimen militar, los ejemplares editados en vinilo fueron requisados.
En 1984 participó del masivo espectáculo "Adempu canta" en el Estadio Luis Franzini. Ese evento tuvo una particular significación de resistencia cultural a la dictadura cívico militar y en el actuaron músicos que habían estado exiliados en ese período o que habían sufrido la censura del régimen.
Junto a varios artistas latinoamericanos se presenta en Italia y Alemania en 1987. En ese último participa del Festival de la Canción Popular. En el año 2003, ya radicado en Sardegna (Italia) se relacionó con distintas asociaciones culturales de esa zona y de Piamonte. En ese último lugar participó del Festival LEF (Liberté, Egalité, Fraternité) representando a la comunidad uruguaya en Italia.
De regreso en Uruguay ha seguido brindando espectáculos, presentándose junto a Bandosur en el Teatro Florencio Sánchez del Cerro y en el ciclo organizado por la Intendencia de Montevideo "Cantando a cielo abierto", entre otros.
En la actualidad realiza anualmente giras por Italia, compartiendo escenarios con diversos artistas del medio europeo y especialmente italianos entre los que se cuentan el importante cantautor piemontés Gianmaria Testa y el cantautor y poeta boloñés Claudio Lolli, entre otros.

## Discografía

### Solista
- Milonga descalza (Sondor 44186. 1981)
- Cuando suenen las guitarras (Sondor 84248. 1983)
- Cuaderno de Apuntes (Contrarosca. 2005)

### Colectivos
- La tocata (1980)
- Canciones del asfalto
- Adempu canta vol. 1 (RCA LPUS 431. 1984)